# Volapük
El volapük es una lengua artificial creada por el sacerdote alemán Johann Martin Schleyer en 1879, con la intención de facilitar la comprensión entre personas de distintas culturas (véase lengua auxiliar). 
En sus primeros años logró un gran éxito y se estima que llegó a tener unos cien mil hablantes en sus mejores momentos. Sin embargo, la relativa complejidad de la gramática (en comparación con su principal competidor, el esperanto) y graves disensiones entre los hablantes provocaron el declive de la lengua. En la actualidad tiene unas pocas decenas de hablantes.  

Bandera no oficial de Volapük

El lema del volapük es Menefe bal, püki bal («una lengua, una humanidad»).

## Resumen de la lengua

### Alfabeto y pronunciación
El abecedario del volapük, con mayúsculas y minúsculas separadas mediante guion, es el siguiente (se resaltan en negrita las letras inexistentes en el alfabeto español): A-a, Ä-ä, B-b, C-c, D-d, E-e, F-f, G-g, H-h, I-i, J-j, K-k, L-l, M-m, N-n, O-o, Ö-ö, P-p, R-r, S-s, T-t, U-u, Ü-ü, V-v, X-x, Y-y, Z-z.
| letras | AFI         | X-SAMPA     |
| ------ | ----------- | ----------- |
| a      | [a]         | [a]         |
| ä      | [ɛ]         | [E]         |
| b      | [b]         | [b]         |
| c      | [tʃ] o [dʒ] | [tS] o [dZ] |
| d      | [d]         | [d]         |
| e      | [e]         | [e]         |
| f      | [f]         | [f]         |

| letras | AFI       | X-SAMPA   |
| ------ | --------- | --------- |
| g      | [ɡ]       | [g]       |
| h      | [h]       | [h]       |
| i      | [i]       | [i]       |
| j      | [ʃ] o [ʒ] | [S] o [Z] |
| k      | [k]       | [k]       |
| l      | [l]       | [l]       |
| m      | [m]       | [m]       |

| letras | AFI                    | X-SAMPA    |
| ------ | ---------------------- | ---------- |
| n      | [n]                    | [n]        |
| o      | [o]                    | [o]        |
| ö      | [ø]                    | [2]        |
| p      | [p]                    | [p]        |
| r      | [r] (agregada en 1931) | [r]        |
| s      | [s] o [z]              | [s] or [z] |
| t      | [t]                    | [t]        |

| letras | AFI         | X-SAMPA     |
| ------ | ----------- | ----------- |
| u      | [u]         | [u]         |
| ü      | [y]         | [y]         |
| v      | [v]         | [v]         |
| x      | [ks] o [gz] | [ks] o [gz] |
| y      | [j]         | [j]         |
| z      | [ts] o [dz] | [ts] o [dz] |

Schleyer propuso formas alternativas para las vocales con diéresis, pero raramente se usaron.

Nota: ä, ö y ü  en algunas ocasiones se escribían como ay, oy y uy, respectivamente (equivalente a la forma alternativa usada en alemán de ae, oe, ue).
Todas las letras tienen siempre la misma pronunciación sin importar su posición y nunca pueden ser mudas. Se pronuncian igual que en español, con las siguientes excepciones:
- Ä: como una e abierta
- C: como la ch española en muchacho
- G: siempre suave, como en gato o guisante (nunca como la j española)
- H: aspirada, como en inglés (hot) o en alemán (Haus)
- J: como la sh inglesa (shop), la ch francesa (chien) o la sch alemana (scheinen); también puede pronunciarse como la j francesa (jouer)
- Ö: como la ö alemana (hören) o la eu francesa (jeu)
- R: simple, como en pera; nunca múltiple, como en perro o rápido
- Ü: como la ü alemana (für) o la u francesa (sur)
- V: como en inglés (invent) o en francés (venir)
- Z: como en alemán (Zahn); es decir, como ts o ds

Dos vocales seguidas siempre estarán en sílabas distintas. Además, todas las palabras son agudas (la sílaba tónica, donde cae la fuerza de voz, es la última).

### Gramática

#### Sustantivos
El volapük es aglutinante, lo que le permite la unión de diversos términos para formar una palabra nueva. Originalmente tenía cuatro casos: nominativo, acusativo (terminación -i), dativo (terminación -e) y genitivo (terminación -a). En 1931 se le añadió el vocativo, que consiste en colocar la interjección «o» delante del sustantivo. La palabra volapük significa «lengua del mundo»: vol (mundo)+ terminación de genitivo (-a) + pük (lengua). Una crítica al volapük era la deformación que habían sufrido las palabras al tomarse de otros idiomas (por ejemplo, vol y pük vienen de los términos ingleses world y speak, respectivamente).
| Caso del volapük | Singular                | Plural                    |
| ---------------- | ----------------------- | ------------------------- |
| Nominativo       | vol (mundo)             | vols (mundos)             |
| Genitivo         | vola (del mundo)        | volas (de los mundos)     |
| Dativo           | vole (al/para el mundo) | voles (a/para los mundos) |
| Acusativo        | voli (mundo)            | volis (mundos)            |

#### Adjetivos
Los adjetivos se forman añadiendo -ik al sustantivo del que derivan. Así, volik significa «mundial». La posición normal del adjetivo es detrás del sustantivo, con el cual no concuerda ni en caso ni en número, salvo que el adjetivo preceda al sustantivo o se encuentre separado de este.

#### Adverbios
Los adverbios se forman añadiendo el sufijo -o a la raíz o la terminación -ik del adjetivo. Así, por ejemplo, a partir del adjetivo vifik («rápido»), se puede formar el adverbio vifiko («rápidamente»).

#### Pronombres
Los pronombres personales, en singular, son los siguientes:
- Ob: 1.ª persona (yo)
- Ol: 2.ª persona (tú, vos, usted)
- Om: 3.ª persona masculina (él)
- Of: 3.ª persona femenina (ella)
- On: 3.ª persona neutra (ello)

Estos pronombres se declinan como los sustantivos. Por ejemplo, el nominativo plural se forma añadiendo una s (así, obs sería «nosotros»); para formar el acusativo plural, se añadiría -is, etc.

#### Verbos
Todos los verbos son regulares y pertenecen a una única conjugación, pero esta puede llegar a ser muy compleja. Hay morfemas para señalar el tiempo, aspecto, voz, persona y número y, para la tercera persona, también el género.
Para conjugar los verbos, se añade el correspondiente pronombre personal a la raíz verbal. La raíz se obtiene quitando la desinencia de infinitivo -ön al infinitivo. Por ejemplo, el presente de indicativo, voz activa, del verbo löfön («amar») es el siguiente:
- Löfob: amo
- löfol: amas, usted ama
- löfom: (él) ama
- löfof: (ella) ama
- löfon: (ello) ama
- löfobs: amamos
- löfols: amáis, ustedes aman
- löfoms: (ellos) aman
- löfofs: (ellas) aman
- löfons: (ellos [neutro]; ellos y ellas) aman

Los demás tiempos verbales se forman mediante prefijos:
- e-: pretérito perfecto compuesto. Ejemplo: elöfob («he amado»).
- ä-: pretérito indefinido. Ejemplo: älöfob («amé»).
- i-: pretérito anterior / pretérito pluscuamperfecto. Ejemplo: ilöfob («yo había amado» o «hube amado»).
- o-: futuro imperfecto. Ejemplo: olöfob («amaré»).
- u-: futuro perfecto. Ejemplo: ulöfob («habré amado»).
- ö-: «futuro imperfecto en el pasado». Ejemplo: ölöfob. Se emplea para expresar una acción que en el pasado era futura. A menudo, se traduce en español con el condicional simple («amaría»).
- ü-: «futuro perfecto en el pasado». Ejemplo: ülöfob. Se emplea en contextos similares al anterior, y suele traducirse con el condicional compuesto («habría amado»).

Para formar la voz pasiva, se añade una p delante de la forma en voz activa. Por ejemplo, elöfol («has amado») se transforma en pelöfol (has sido amado). En el presente, el prefijo es pa-: löfob («amo») pasa a ser palöfob («soy amado»). El complemento agente se introduce mediante la preposición fa («por», en español).
Además del indicativo, el volapük tiene cuatro modos más: el subjuntivo, el condicional, el optativo y el imperativo. La reforma de Arie de Jong suprimió los modos aoristo y yusivo.
El subjuntivo se conjuga añadiendo la partícula la a la forma en indicativo, separada mediante guion (ejemplo: löfob-la). Se utiliza para expresar duda.
Para el condicional, se añade la desinencia -öv directamente a la forma en indicativo; por ejemplo: löfoböv.
Así mismo, el optativo y el imperativo se forman añadiendo -ös y öd, respectivamente. Tanto el optativo como el imperativo expresan mandato o ruego, pero con distintos matices. El optativo, en principio, da la opción al destinatario de cumplir la acción requerida o no. El imperativo, en cambio, exige de manera obligatoria al destinatario que cumpla la orden. En la práctica, el optativo se emplea como un imperativo «de cortesía», dado que el imperativo propiamente dicho se considera demasiado directo y brusco.

## Historia
Schleyer publicó un esbozo del volapük en mayo de 1879 en la revista católica Sionsharfe, de la que él era editor. A este primer artículo le siguió, al año siguiente, un libro en alemán. El éxito de la nueva lengua fue prácticamente inmediato.
El primer congreso internacional de volapük tuvo lugar en Friedrichshafen, en 1884, y el segundo en Múnich, en 1887. La lengua empleada en ellos fue el alemán, pero ya en el tercer congreso (París, 1889) el volapük fue la única lengua usada. En aquellos momentos, el idioma creado por Schleyer se encontraba en su punto más alto de popularidad, con un número estimado de 283 asociaciones, 25 publicaciones periódicas en o sobre el volapük y 316 libros de texto en 25 idiomas. Se creó la Academia Internacional del volapük (Kadäm bevünetik Volapüka) en 1887 para conservar y perfeccionar la lengua.
Fue precisamente a partir del tercer congreso cuando comenzó el declive imparable del movimiento. Esto se debió a las diferencias irreconciliables entre el sector que abogaba por introducir reformas en el volapük, encabezado por el director y luego presidente de la Academia de Volapük, Auguste Kerckhoffs, y el sector más conservador que no deseaba cambios, cuyo referente era el propio Schleyer. Schleyer insistía en considerar el volapük como propiedad suya, y en la acritud de la disputa llegó a negarse a reconocer la autoridad de la Academia. Todo esto provocó escisiones en el movimiento y una importante pérdida de apoyo, ya que muchos seguidores dirigieron su interés hacia otras lenguas artificiales, especialmente el esperanto, surgido en 1887.
En los años 1920, el neerlandés Arie de Jong, con la anuencia de los pocos hablantes de volapük que quedaban, llevó a cabo una reforma del idioma que publicó en 1931. La nueva versión reformada del volapük fue aceptada por todos y es la empleada en la actualidad. De Jong simplificó la gramática, suprimió las formas verbales poco usadas y eliminó ciertos indicios de sexismo que se apreciaban en pronombres y desinencias verbales. También introdujo el fonema r para hacer algunos morfemas más reconocibles; por ejemplo, gletik (grande) pasó a ser gretik.
Gracias a la labor de Arie de Jong, el volapük vivió un breve resurgimiento en los Países Bajos y Alemania, pero la represión que sufrieron las lenguas artificiales bajo el nazismo supuso un duro golpe del cual el volapük nunca se recuperó.
Se estima que en la actualidad solo hay unas pocas decenas de hablantes del idioma, en su mayoría (si no en su totalidad) esperantistas interesados en la historia de las lenguas artificiales. A pesar de todo, siempre ha existido una comunidad de hablantes de volapük desde los tiempos de Schleyer, oficialmente dirigida por una sucesión ininterrumpida de cifals (de cifal, líder).
Personas que han sido cifals:
1. Johann Martin Schleyer 1879–1912
2. Albert Sleumer 1912–1948
3. Arie de Jong (temporalmente) 1947–1948,[1] 1951–1957[2]
4. Jakob Sprenger  1948–1950
5. Johann Schmidt 1950–1977
6. Johann Krüger 1977–1983
7. Brian Bishop 1984 a la fecha

## Muestras de volapük

### El Padre nuestro
Este es el Padre nuestro, en volapük original (anterior a la reforma de 1931):

O Fat obas, kel binol in süls, paisaludomöz nem ola!
Kömomöd monargän ola!
Jenomöz vil olik, äs in sül, i su tal!
Bodi obsik vädeliki govolös obes adelo!
E pardolös obes debis obsik,
äs id obs aipardobs debeles obas.
E no obis nindukolös in tendadi;
sod aidalivolös obis de bad.
Jenosöd!

Padre nuestro, según la reforma de 1931.

O Fat obas, kel binol in süls! Nem olik pasalüdükonöd!
Regän ola kömonöd!
Vil olik jenonöd, äsä in sül, i su tal!
Givolös obes adelo bodi aldelik obsik!
E pardolös obes döbotis obsik,
äsä i obs pardobs utanes, kels edöbons kol obs.
E no blufodolös obis,
ab livükolös obis de bad!
(Ibä dutons lü ol regän, e nämäd e glor jü ün laidüp.)
So binosös!

### Algunas frases
Volapük: Odelo ovisitobs flenis obas.
Español: Mañana visitaremos a nuestros amigos.
Volapük: Lif ela Schleyer äbinon vemo nitedik.
Español: La vida de Schleyer fue muy interesante.
Volapük: Givob ole bukis tel.
Español: Te doy dos libros.
Volapük: Reidanes valik lüvipobs nulayeli läbik ä benüköli. Dünobsös obs valik in vob kobik dini Volapükatikoda!
Español: Deseamos a los lectores un año nuevo feliz y próspero. ¡Que todos podamos, en una labor común, servir a la causa de la lengua universal!

## Críticas
El volapük ha sido objeto de numerosas críticas a lo largo de su historia. Sus detractores esgrimen varios argumentos que cuestionan la idoneidad de esta lengua como idioma universal. Las siguientes son algunas de las críticas más frecuentes.
- Los sonidos representados por las letras ö y ü son difíciles de pronunciar para buena parte de la población mundial. Curiosamente, Schleyer había excluido la r de la versión original de su lengua porque creía que ello facilitaría la pronunciación a los chinos.

- La gramática es innecesariamente complicada. Muchos estiman, por ejemplo, que la conjugación verbal es demasiado compleja y que la declinación de los sustantivos es prescindible. Se ha llegado a calificar a la gramática del volapük como «barroca».[3]

- El vocabulario tomado de otras lenguas (fundamentalmente, del inglés y del alemán) ha sido deformado hasta hacerlo irreconocible. No obstante, en respuesta a esta crítica, se afirma que el origen del vocabulario no tiene por qué ser fácilmente reconocible si el idioma pretende ser universal. No se trata de una lengua pensada únicamente para europeos, sino para toda la humanidad.